# Swarm
Swarm (The Swarm) è un film del 1978 diretto da Irwin Allen.
È tratto dal romanzo Lo sciame (The Swarm, 1974) di Arthur Herzog.
Il film è conosciuto anche coi titoli The Swarm - Lo sciame, Swarm - Lo sciame che uccide e Swarm Incombe!.
Malgrado la somiglianza del titolo, il film televisivo Swarm - Minaccia dalla giungla (Flying Virus, 2001) e il suo seguito Swarm 2 - Nel cuore della giungla (noto anche come Swarm 2. Sciame assassino) (Deadly Swarm) (2003) non hanno nulla a che vedere con la pellicola di Allen, né col romanzo originale.

## Trama
Un gruppo di soldati guidati dal maggiore Baker è stato incaricato di indagare sul livello del seminterrato di una base missilistica, che sembra essere stata attaccata, e la guarnigione risulta decimata. Dopo che Baker contatta il suo comandante, il generale Slater, i militari trovano un furgone civile parcheggiato all'interno della base. Il furgone è di proprietà di uno scienziato, il dottore ed entomologo Bradford Crane, uno dei pochi sopravvissuti, ma non si tratta di un membro del personale militare. Slater ordina a due elicotteri di seguire una grande massa dispersa nell'aria che si muove lentamente allontanandosi dalla base. La massa si rivela essere uno sciame di api, che travolge i due elicotteri, facendoli precipitare. Crane spiega a Slater che la base è stata attaccata da questo sciame, composto da mortali api assassine africane. Slater non si fida di Crane, ma Helena Anderson, uno dei medici militari, conferma la versione dello scienziato.
Nel frattempo, in campagna, una famiglia viene attaccata dallo sciame di api. Il figlio adolescente, Paul Durant, riesce a fuggire in una Mustang, pur venendo punto, e si schianta contro la piazza della cittadina di Marysville, dove i cittadini si stanno preparando per il festival annuale dei fiori. Il ragazzo viene affidato al personale militare, in preda ad allucinazioni dovute alla puntura delle api.
Con grande irritazione di Slater, Crane viene incaricato dal Presidente di dirigere tutte le operazioni necessarie per affrontare l'insolito nemico, e invita molti esperti del settore ad aiutarlo. Il dottor Walter Krim, considerato il miglior immunologo americano, arriva alla base e conferma a Crane che la guerra contro gli insetti, che hanno temuto per molto tempo, è iniziata proprio con le api. Alle porte della base, Slater deve affrontare l'infuriato Jed Hawkins, che chiede di vedere suo figlio, non sapendo ancora che è stato ucciso dalle api. Hawkins prende con sé il corpo e si allontana, lasciando i presenti incapaci di fermarlo. Slater suggerisce di utilizzare del veleno contro lo sciame, ma Crane prende in considerazione le possibilità ecologiche della situazione, concentrandosi sulla ricerca di una soluzione che uccida le api senza danneggiare le persone e l'ambiente.
Ripresosi dall'attacco, Paul e due suoi amici vanno in cerca dell'alveare per bombardarlo, il che si traduce solo nella collera delle api, che si dirigono verso Marysville ed uccidono centinaia di persone, compresi alcuni bambini nella scuola locale. Crane ed Helena si rifugiano nel ristorante locale, con la cameriera Rita, incinta. La reporter Anne McGregor assiste al grande attacco dal furgone del suo notiziario, sperando di ottenere qualche filmato entusiasmante. Dopo questo attacco, Slater suggerisce di evacuare i cittadini facendoli allontanare con un treno. Tuttavia, le api attaccano anche il treno, facendolo deragliare e schiantarsi, uccidendo la maggior parte degli occupanti, tra cui un triangolo amoroso formato dalla sovrintendente scolastica, Maureen Scheuster, da Felix Austin e dal sindaco della città e proprietario della drogheria, Clarence Tuttle.
Confinata in un letto d'ospedale, Rita dà alla luce il suo bambino, innamorandosi del dottore. Lo sciame si dirige verso Houston, quindi Crane rilascia delle palline velenose ecocompatibili create dal dottor Hubbard, ma le api ignorano i granuli, essendo evidentemente abbastanza intelligenti da percepire il pericolo. Lavorando su un antidoto al veleno delle api, il dottor Krim lo sperimenta su sé stesso, anche se il processo si rivela fatale e l'uomo muore per gli effetti della tossina. Nel frattempo, il direttore della centrale nucleare dottor Andrews, è convinto che la struttura possa resistere agli attacchi delle api, ignorando gli avvertimenti del dottor Hubbard. Proprio in quel momento l'allarme suona e le api invadono la centrale, uccidendo sia Andrews che Hubbard, oltre a distruggere completamente la centrale e spazzare via un'intera città.
Washington ordina che le operazioni per fermare le api siano poste sotto il controllo militare e che Slater se ne faccia carico. Il generale dapprima fallisce il tentativo di distruzione delle api con una sostanza cui esse risultano immuni, e in seguito ordina che la città sia evacuata per poter essere deliberatamente incendiata dai soldati con i lanciafiamme, sperando che ciò distrugga lo sciame. Crane analizza i nastri dell'attacco iniziale delle api alla guarnigione militare e giunge alla conclusione che il sistema di allarme attirava lo sciame, poiché il suono risulta identico ad un segnale di accoppiamento proveniente dalla regina dello sciame. Le api irrompono nell'edificio della sede centrale, così Slater e Baker usano un lanciafiamme per permettere a Crane ed Helena di scappare, ma a costo della propria vita. Gli elicotteri riescono ad attirare con successo le api in mare, posizionando boe galleggianti, con altoparlanti che emettono il suono che Crane ha scoperto, in un'area d'acqua cosparsa di petrolio. Quando lo sciame arriva, l'olio viene bruciato dai missili sparati dalla costa, distruggendo tutte le api.

## Distribuzione
Il film è stato distribuito nelle sale cinematografiche italiane nel mese di settembre del 1978.

### Data di uscita
Alcune date di uscita internazionali nel corso del 1978 sono state:
- 14 luglio 1978 negli Stati Uniti d'America (The Swarm)[4][5]
- 7 settembre 1978 in Italia[6]